# Пикенс (Мисисипи)
Пикенс (енгл. Pickens) град је у америчкој савезној држави Мисисипи.

## Демографија
По попису из 2010. године број становника је 1.157, што је 168 (-12,7%) становника мање него 2000. године.
| Група             | 2000.         | 2010.         |
| Белци             | 158 (11,9%)   | 138 (11,9%)   |
| Афроамериканци    | 1.162 (87,7%) | 1.011 (87,4%) |
| Азијати           | 0 (0,0%)      | 6 (0,5%)      |
| Хиспаноамериканци | 17 (1,3%)     | 10 (0,9%)     |
| Укупно            | 1.325         | 1.157         |